# Весела Бибина
Весела Бибина е българска художничка. Известна е като приложничка, с декоративни украси, интериори и пространствени оформления за обществени сгради. Създава също много живописни творби: маслени картини, пастели, тушови рисунки, които не се вписват в нормативната естетика на социалистическия реализъм и не са излагани по това време.

## Биография и творчество
Весела Бибина завършва живопис през 1944 г. в Художествената академия в София при Никола Ганушев. Членува в секция „Живопис“ на СБХ от 1947 г. През 40-те години е заклеймена като формалист. Отказва да се съобразява с изискванията на общите художествени изложби и разпоредбите на нормативната естетика на социалистическия реализъм, поради което живописните ѝ творби не са излагани.
Стилът ѝ е формиран под влияние на „живописността“ на Илия Петров и конструктивния експресионизъм на Кирил Цонев. В началото на 50-те и особено през 60-те години стилът ѝ е напълно завършен и личат основните му черти – интензивна наситена живопис с богата текстура, стегната в спартанска композиция и подчертана от експресивен плътен контур. Весела Бибина рисува предимно пейзажи, често и изискани натюрморти с цветя, портрети на свои близки и автопортрети. 
Много нейни творби са свързани с Балчик и особено циганската махала, Родопите и специално Райково и преди всичко с любимия ѝ Созопол. Тя обаче не е маринист, а, както отбелязва критиката, „интересува я градския пейзаж, дворовете, пранетата, плажовете, но и пристанището, рибарите и лодките – чарът на Созопол, изведен до обобщени мотиви“.
Весела Бибина е работила предимно със своя съпруг – архитект Димитър Салабашев.
Повечето ѝ творби са собственост на семейството.